# Giorgio Simonelli
Giorgio Simonelli (Roma, 14 de noviembre de 1901- Roma, 3 de octubre de 1966) fue un director de cine, editor de cine, guionista y periodista italiano.

## Biografía
Simonelli nació en Roma en 1901. Tras el bachillerato comenzó a trabajar como periodista y crítico de cine para los semanarios Avvenimento y Gente nostra.  En 1928, a los 22 años, debutó como director de cine codirigiendo con Nicola Fausto Neroni la película Maratona. Más tarde fue uno de los guionistas de la primera película sonora italiana, La canzone dell'amore (1930), de Gennaro Righelli.  A partir de 1934 Simonelli se dedicó al montaje cinematográfico y a partir de 1940 retomó su actividad como director especializado en películas comerciales entre las que dirigió a algunos de los actores más populares de la época, como Totò, Eduardo y Peppino De Filippo, Nino Taranto, Renato Rascel, Walter Chiari, Ugo Tognazzi, Erminio Macario, Alberto Sordi y Aldo Fabrizi.  Terminó su carrera filmando numerosas obras de éxito interpretadas por el dúo cómico Franco y Ciccio.  Su última película fue la parodia del western * Dos hijos de Ringo, en la que poco antes de finalizar el rodaje fue sustituido por Giuliano Carnimeo por motivos de salud. 

## Filmografía

### Director
- Melodramma (1934)
- Aurora sul mare (1935)
- Bertoldo, Bertoldino e Cacasenno (1936)
- Amiamoci così (1940)
- L'imprevisto (1940)
- C'è un fantasma nel castello (1941)
- Con le donne non si scherza (1941)
- Le due tigri (1941)
- Un marito per il mese d'aprile (1941)
- La danza del fuoco (1942)
- Soltanto un bacio (1942)
- Due cuori fra le belve (1943)
- Non mi muovo! (1943)
- Guerra alla guerra (1946)
- Dove sta Zazà? (1947)
- Accidenti alla guerra!... (1948)
- 11 uomini e un pallone (1948)
- Amori e veleni (1949)
- 32º Giro d'Italia (1949)
- Se fossi deputato (1949)
- Le due madonne, codirigida con Enzo Di Gianni (1949)
- La bisarca (1950)
- Io sono il Capataz (1950)
- La paura fa 90 (1951)
- Auguri e figli maschi (1951)
- Io, Amleto (1952)
- Era lei che lo voleva, codirigida con Marino Girolami (1952)
- Saluti e baci, codirigida con Maurice Labro (1953)
- Canzone appassionata (1953)
- Accadde al commissariato (1954)
- Canzone d'amore (1954)
- Il campanile d'oro (1955)
- Io sono la primula rossa (1955)
- La moglie è uguale per tutti (1955)
- Guaglione (1956)
- A sud niente di nuovo (1956)
- Non cantare, baciami! (1957)
- Napoli sole mio! (1958)
- Marinai, donne e guai (1958)
- Fantasmi e ladri (1958)
- Perfide ma... belle (1958)
- Noi siamo due evasi (1959)
- Un dollaro di fifa (1960)
- I baccanali di Tiberio (1960)
- Gerarchi si muore (1961)
- Che femmina!! e... che dollari! (1961)
- I magnifici tre (1961)
- Rocco e le sorelle (1961)
- Robin Hood e i pirati (1961)
- I tre nemici (1962)
- I tromboni di Fra' Diavolo (1962)
- Ursus nella terra di fuoco (1963)
- Dos de la mafia (1963)
- 2 samurai per 100 geishe (1963)
- Dos toreros de aúpa (1964)
- Due mafiosi nel Far West (1964)
- Dos vivales en Fuerte Álamo (1965)
- Due mafiosi contro Goldginger (1965)
- I due sanculotti (1966)
- Due mafiosi contro Al Capone (1966)
- I due figli di Ringo (1966)
- Dick Smart 2.007, dirigida por Francesco Prosperi (1967) - guion
- Amici più di prima (1976)

### Guionista
- La canción de amor (1930)
- Fuente de Trevi (1960)
- El puerto caliente de Hong Kong (1962)

### Editor de películas
- La flota azul (1932)
- Paraíso (1932)
- La Wally (1932)
- Segunda B (1934)
- Lealtad de amor (1934)
- Don Bosco (1935)
- Flecha dorada (1935)
- Caballería (1936)
- Reina de la Scala (1937)
- Canción madre (1937)
- Luciano Serra, Piloto (1938)
- Batallas en la sombra (1938)
- La viuda (1939)
- Cardenal Mesías (1939)
- Tierra de nadie (1939)
- Mil liras al mes (1939)
- La emoción de los cielos (1940)
- Un marido para el mes de abril (1941)